# Anatona selousi
Anatona selousi är en skalbaggsart som beskrevs av Oliver Erichson Janson 1917. Anatona selousi ingår i släktet Anatona och familjen Cetoniidae. Inga underarter finns listade i Catalogue of Life.